# Proplastid
Ein Proplastid (von altgriechisch πρό pro, deutsch ‚vor‘ und πλαστός plastós ‚geformt‘) ist in der Biologie ein noch nicht ausdifferenzierter Plastid. Proplastiden sind farblos und befinden sich im Bildungsgewebe. Er kann sich u. a. zu Chloroplasten, Etioplasten etc. weiterentwickeln. Ein neuer Proplastid entsteht durch Knospung (d. h. Abschnürung) aus anderen Plastiden.

Beziehungen zwischen den Plastidentypen